# FKボラツ1926
フドバルスキ・クルブ・ボラツ1926（セルビア語: Фудбалски клуб Борац 1926, セルビア・クロアチア語: Fudbalski klub Borac 1926）は、セルビアのチャチャクをホームタウンとするサッカークラブである。

## 歴史
第一次世界大戦後すぐにチャチャクでサッカーが始められた。幾つかの情報源によると、最初の試合は1920年に実施され、6年後の1926年5月1日にFKボラツ・チャチャクが創設された。ユニフォームはファーストカラーが赤、セカンドカラーが赤と白だった。第二次世界大戦前のクラブ最大の成功は、1934年にウエスト・モラヴァ地域リーグで優勝したことである。
2008年、2007-08シーズンのセルビア・スーペルリーガで4位になり、クラブ初の欧州カップ戦となるUEFAカップ 2008-09出場権を獲得した。

## 欧州の成績
| 年度    | 大会       | ラウンド  | 対戦相手                   | ホーム | アウェー | 合計 |
| ------- | ---------- | --------- | -------------------------- | ------ | -------- | ---- |
| 2008-09 | UEFAカップ | 予選1回戦 | FCダチア・キシナウ         | 3-1    | 1-1      | 4-2  |
| 2008-09 | UEFAカップ | 予選2回戦 | PFCロコモティフ・ソフィア  | 1-0    | 1-1      | 2-1  |
| 2008-09 | UEFAカップ | 1回戦     | アヤックス・アムステルダム | 1-4    | 0-2      | 1-6  |

## 歴代監督
- ミロヴァン・ライェヴァツ 1989-1992, 2008

## 歴代所属選手
- ミロヴァン・ライェヴァツ 1973-1977, 1982-1984
- ゾラン・マリチッチ 1984-1991, 1998-2002
- ヨヴァン・ゴイコヴィッチ 1993-1996
- イヴィツァ・ドラグティノヴィッチ 1993-1996
- ネシュコ・ミロヴァノヴィッチ 1995-1997, 2006-2007, 2008
- ゴラン・ヴァシリイェヴィッチ 1998
- イヴァン・アジッチ 1998, 1999
- ネナド・コヴァチェヴィッチ 1999-2000
- アレクサンダル・ルコヴィッチ 1999-2000
- ミラン・ヨヴァノヴィッチ 2000-2001
- マルコ・ロミッチ 2000-2002
- イヴァン・ステヴァノヴィッチ 2003-2006
- ラディシャ・イリッチ 2004-2006, 2010
- ネナド・エリッチ 2006-2008
- ヴォヨ・ウビパリプ 2007
- アレクサンダル・イェヴティッチ 2007, 2008
- ダルコ・ラゾヴィッチ 2007-2009
- ネマニャ・ミルノヴィッチ 2008-2011
- ステファン・スピロフスキ 2009-2013
- フィリプ・ムラデノヴィッチ 2010-2012
- アレクサンダル・イェシッチ 2011-2012
- ブランコ・ヨヴィチッチ 2012-2014
- ミラン・イェヴトヴィッチ 2012-2015
- ドゥシャン・ヨヴァンチッチ 2012-2016
- アンジェルコ・ジュリチッチ 2013
- アレン・マショヴィッチ 2013-2015
- ウロシュ・ジェリッチ 2014-2015
- オグニェン・オジェゴヴィッチ 2015
- ラデ・クルニッチ 2015
- マイケル・タウィア 2015
- ブラティスラヴ・プノシェヴァツ 2017
- ラザル・ロマニッチ 2017-2018
- ネマニャ・ペリッチ 2017-2019
- ステヴァン・コヴァチェヴィッチ 2023-